# Massacre de Kukuwa-Gari
Le massacre de Kukuwa-Gari a lieu pendant l'insurrection de Boko Haram.

## Déroulement
Le 13 août 2015, plusieurs dizaines de djihadistes de l'État islamique attaquent le village de Kukuwa-Gari, près de Gujba, dans l'État de Yobe. Ce village avait déjà subi un premier raid le 31 juillet qui avait fait 10 morts. Deux semaines plus tard, les djihadistes arrivent à motos et à bord d'une voiture, ils ouvrent immédiatement le feu sur les habitants qu'ils rencontrent. Les villageois, paniqués, prennent alors la fuite mais plusieurs d'entre eux se jettent dans la rivière et se noient.
D'après des témoignages d'habitants recueillis par l'AFP, le massacre fait au moins 160 morts. Ce bilan est contesté par les autorités nigérianes. Pour Bukar Tijjani, un responsable du gouvernement local, l'attaque a fait environ 50 morts. Le colonel Sani Kukasheka Usman, porte-parole de l'armée, laisse même entendre qu'aucun massacre n'aurait eu lieu : « Les histoires qui font le tour des médias sur le supposé massacre et la noyade de plus de 100 civils […] ne sont pas fondées »,,